# Tatiana (álbum)
Tatiana es el título del  álbum debut de estudio homónimo grabado por la cantante mexicana Tatiana. Fue lanzado al mercado por la empresa discográfica EMI Capitol de México a finales de 1984.

## Antecedentes
Desde pequeña, Tatiana participó en diferentes concursos, buscando cumplir su sueño de convertirse en cantante. Intentó muchas veces formar parte de obras como Vaselina, sin éxito. Más tarde consiguió el papel estelar de Kumán. Tatiana fue descubierta durante su participación en el protagónico de la primera opera rock mexicana Kumán de Cristal y Acero. El productor Luis Moyano la contactó y le ofreció una audición para un contrato discográfico.

## Realización y promoción
Originalmente, Tatiana firmaría con Sony, pero su productor fue contratado por EMI, por lo que en agradecimiento por haber creído en ella, decidió acompañarlo en su nueva casa discográfica. EMI había comprado nuevas canciones de los compositores más importantes de México, por lo que el primer disco de Tatiana esta repleto de temas inéditos.
Tanto Tatiana como su madre Diana Perla Chapa, estuvieron muy involucradas en la producción. Una historia que siempre recuerdan durante entrevistas, es sobre el cambio de la letra en la canción "A plena luz", debido a que la letra original hablaba de como dos personas se amaban y se dejaban llevar por sus instintos, pero debido a que Tatiana tenía 15 años, decidieron cambiar la letra hacia una temática sobre la abstinencia.
El disco fue presentado durante las Fiestas de Octubre de Guadalajara de Siempre en domingo, así como en diversos programas de Monterrey y de nivel nacional. El sencillo "El amor no sé calla" fue promocionado también en Italia y España en radio y televisión. En ese mismo año, el disco fue lanzado en otros países hispanohablantes como Chile, Colombia, Ecuador, Perú, Bolivia, Venezuela, El Salvador, Guatemala, Panamá, Honduras, Nicaragua, Costa Rica, Cuba y República Dominicana.

## Recepción
El álbum consiguió un éxito comercial, especialmente en México, posicionando a Tatiana como un icono juvenil debido a su imagen fresca y sus vestuarios fosforescentes.

## Lista de canciones
| Pista | Título                  | Autor(es)                  | Duración |
| ----- | ----------------------- | -------------------------- | -------- |
| 01    | Reportaje               | Difelisatti · P.S. Basilio | 3:11     |
| 02    | Me estás volviendo loca | Jose L. Perales            | 3:23     |
| 03    | A plena luz             | Gonzalo F. Benavides       | 3:42     |
| 04    | ¿Por qué te vas?        | Difelisatti · P.S. Basilio | 2:56     |
| 05    | No tengas miedo         | José M. Purón              | 3:00     |
| 06    | El amor no se calla     | Difelisatti · P.S. Basilio | 3:22     |
| 07    | Si tú no estás aquí     | Difelisatti · M. Larami    | 2:36     |
| 08    | Más                     | Difelisatti · M. Larami    | 3:38     |
| 09    | Querido amigo           | Digastaldo · M. Larami     | 3:19     |
| 10    | Nunca me esperas        | Digastaldo · M. Larami     | 3:06     |